# كارين إي. رووي
كارين إي. رووي (بالإنجليزية: Karen E. Rowe)‏ هي صحفية أمريكية، ولدت في 1945.